# Ione Basterra
Ione Basterra Olaguenaga (Orozco, 21 de agosto de 1994-28 de diciembre de 2019) fue una ciclista española que llegó a ser subcampeona y campeona de la Copa y del Campeonato de España de ciclismo adaptado en la modalidad de handbike.

## Biografía
Ione Basterra nació en Orozco, en la provincia de Vizcaya, el 21 de agosto de 1994. Sufría espina bífida desde su nacimiento. Basterra se graduó en magisterio (con educación especial y audición y lenguaje) e impartía clases de euskera en la ikastola La Milagrosa en Llodio.
Además, se dedicó profesionalmente al paraciclismo y formaba parte de la selección española de ciclismo adaptado. Competía en la categoría ciclista de triciclo manual, siendo la única vasca y la mujer española más joven en hacerlo.
El 28 de diciembre de 2019, Basterra falleció de forma inesperada a los 25 años de edad.

## Triunfos deportivos
Fue podio en varias ocasiones del Campeonato y de la Copa de España de Ciclismo Adaptado, y en diversas Copas de Europa. En 2013 fue campeona de España en ruta y contrarreloj y en 2019 obtuvo el tercer puesto en el Campeonato de España de carretera en la modalidad WH4 de ruta y contrarreloj.